# Eduardo Alonso (Bauingenieur)
Eduardo Alonso (* 1947) ist ein spanischer Bauingenieur mit Schwerpunkt Geotechnik. Er ist Professor an der Polytechnischen Universität von Katalonien in Barcelona.

## Leben
Alonso erwarb 1969 seinen Abschluss als Ingenieur an der Universität Madrid und wurde 1973 an der Northwestern University promoviert. 
Er befasste sich unter anderem mit ungesättigten und teilgesättigten Böden (und leitet das ISSMGE Technical Committee TC 6 zu diesem Thema), schwellfähigen Böden, numerischer Analyse in Boden- und Felsmechanik und Böschungsstabilität und Risikoabschätzung. Außerdem arbeitet er als beratender Ingenieur (unter anderem tiefe Baugruben, Baugruben für Kernkraftwerke, Dichtwände, Erddämme, Tunnel, Wellenbrecher, Flach- und Tiefgründungen, Bodenverbesserung, Unterfangungen, Böschungen).
Für 2017 wurde er als Rankine-Lecturer ausgewählt. 2003 hielt er die Spencer J. Buchanan Lecture an der Texas A & M University (Exploring the limits of unsaturated soil mechanics: the behaviour of coarse granular soil and rockfill). Alonso erhielt die Telford Medal der Institution of Civil Engineers, den Premio Jose Toran.

## Schriften
- mit A. Gens, A. Josa: Constitutive model for partially saturated soils, Geotechnique, Band 40, 1990, S. 405–430
- mit A. Gens: A framework for the behaviour of unsaturated expansive clays, Canadian Geotechnical Journal, Band 29, 1992, S. 1013–1032
- mit J. Vaunat, A. Gens: Modelling the mechanical behaviour of expansive clays, Engineering Geology, Band 54, 1999, S. 173–183
- Risk analysis of slopes and its application to slopes in Canadian sensitive clays, Geotechnique, Band 26, 1976, S. 453–472
- mit A. M. Puzrin, N. M. Pinyol: Geomechanics of Failures, Springer 2010